# Tomišlja
Tomišlja (cyr. Томишља) – wieś w Bośni i Hercegowinie, w Republice Serbskiej, w gminie Kalinovik. W 2013 roku liczyła 2 mieszkańców.